# Passion selon Saint Jean (álbum de 1980)
Passion selon Saint Jean también conocido como Passion selon Saint Jean (2ª versión), es el décimo noveno álbum oficial en estudio del cantautor chileno Ángel Parra como solista, interpretado en conjunto con la agrupación Taller Recabarren. Fue lanzado originalmente en 1980, y corresponde a una segunda versión del álbum Passion selon Saint Jean lanzado en 1976, grabado clandestinamente en el Campo de Prisioneros Chacabuco, ubicado al norte de Chile, donde Ángel Parra estuvo detenido en 1974. El disco posee otra carátula, así como algunos cambios en las canciones. La totalidad de la música está compuesta por Ángel Parra.
El título del disco está en francés, y en castellano significa «La Pasión según San Juan». Anteriormente Ángel ya había publicado un primer oratorio en 1965 titulado Oratorio para el pueblo, que también posee una segunda versión, publicada en 1979.

## Lista de canciones
Toda la música compuesta por Ángel Parra. 
| Passion selon Saint Jean |                                       |          |  |
| N.º                      | Título                                | Duración |  |
| 1.                       | «Obertura»                            | 1:24     |  |
| 2.                       | «Jesús y sus discípulos en el huerto» | 4:28     |  |
| 3.                       | «Jesús en casa de Anás y Caifás»      | 6:45     |  |
| 4.                       | «Jesús en casa de Pilatos»            | 2:41     |  |
| 5.                       | «Jesús es condenado»                  | 4:44     |  |
| 6.                       | «Jesús es crucificado»                | 4:41     |  |
| 7.                       | «Final»                               | 1:43     |  |
| 25:26                    |                                       |          |  |